# 鹿島田駅

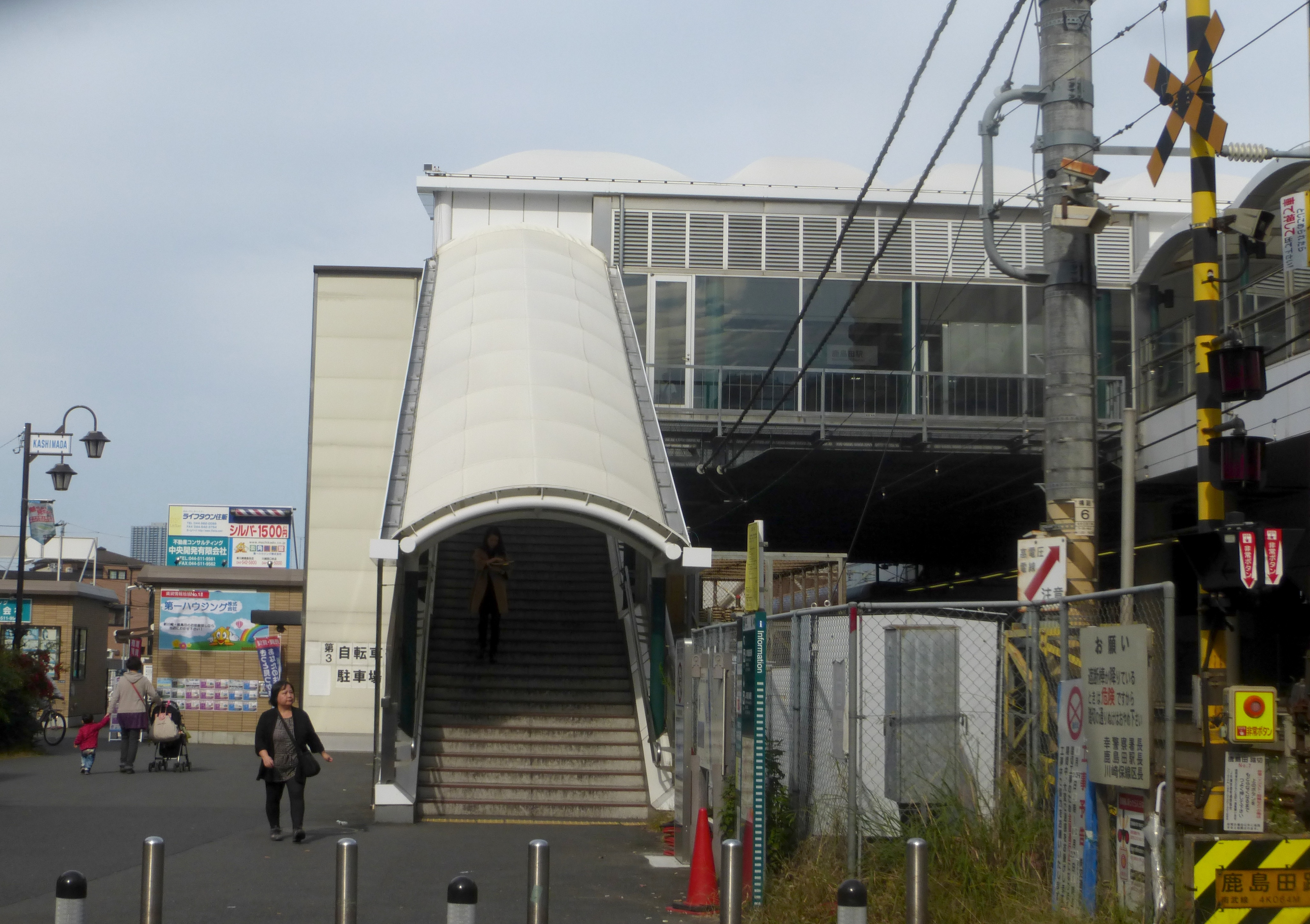
西口（2015年11月）

鹿島田駅（かしまだえき）は、神奈川県川崎市幸区鹿島田一丁目にある、東日本旅客鉄道（JR東日本）南武線の駅である。駅番号はJN 04。

## 歴史
- 1927年（昭和2年）3月9日：南武鉄道川崎駅 - 登戸駅間開通時に、鹿島田停留場として開設[2][3]。
- 1944年（昭和19年）4月1日：南武鉄道が国有化[2][3]。駅に昇格し、運輸通信省南武線の鹿島田駅となる[2][3]。
- 1945年（昭和20年）1月23日：貨物取扱開始[3]。
- 1973年（昭和48年）2月1日：貨物取扱廃止[3]。かつて付近にあった日立製作所工場まで専用線が伸び、貨物輸送が行われていた。
- 1987年（昭和62年）4月1日：国鉄分割民営化に伴い、JR東日本の駅となる[2][3]。
- 1989年（平成元年）3月29日：現在の橋上駅舎に改築[1]。
- 1993年（平成5年）5月26日：自動改札機を設置し、供用開始[4]。
- 2001年（平成13年）11月18日：ICカード「Suica」供用開始。
- 2004年（平成16年）7月28日：駅ビル「エキスト」が開業[5]。
- 2011年（平成23年）4月9日：復活した南武線快速[6]の停車駅となる。快速の運行は同年3月12日に開始する予定だったが、東北地方太平洋沖地震（東日本大震災）の影響により、延期された。
- 2024年（令和6年）10月9日：スマートホームドアの使用を開始[7]。

### 駅名の由来
駅設置当時の大字から採ったもの。なお、駅開設当時の地名は橘樹郡日吉村。「鹿島田」の由来は「鹿島田#歴史」を参照。

## 駅構造
相対式ホーム2面2線を有する地上駅で、橋上駅舎を有している。各ホームと改札階間に上りエスカレーターおよびエレベーターが設置されている。
川崎統括センター（武蔵小杉駅）管理のJR東日本ステーションサービスへの業務委託駅で、みどりの窓口、自動券売機、多機能券売機、指定席券売機、自動改札機、自動精算機設置。トイレは改札内にあり、オストメイト対応の多機能トイレを併設している。

### のりば
| 番線 | 路線   | 方向 | 行先                                 |
| ---- | ------ | ---- | ------------------------------------ |
| 1    | 南武線 | 上り | 川崎方面                             |
| 2    | 南武線 | 下り | 武蔵小杉・武蔵溝ノ口・登戸・立川方面 |

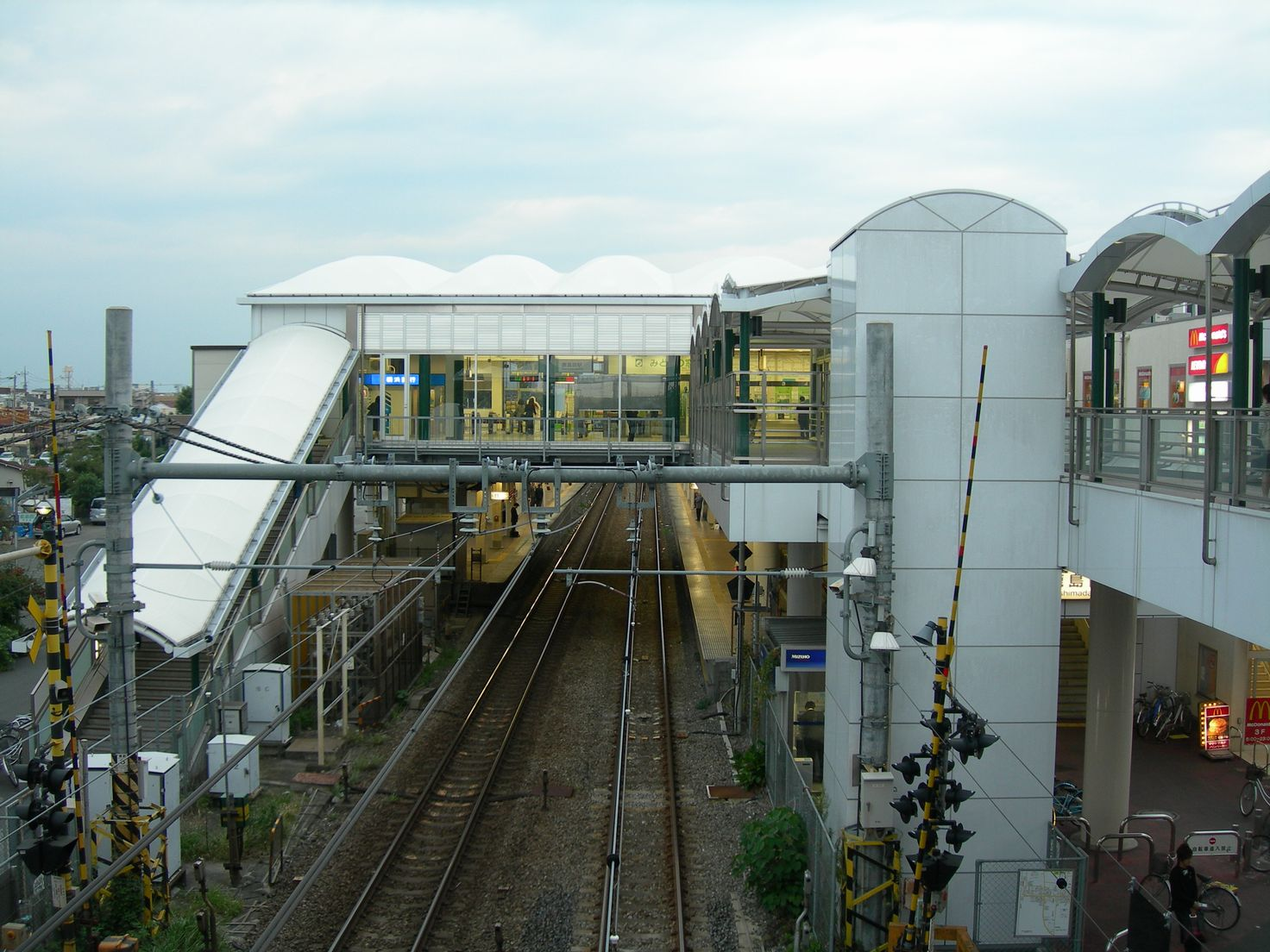
橋上駅舎全景（2007年10月）
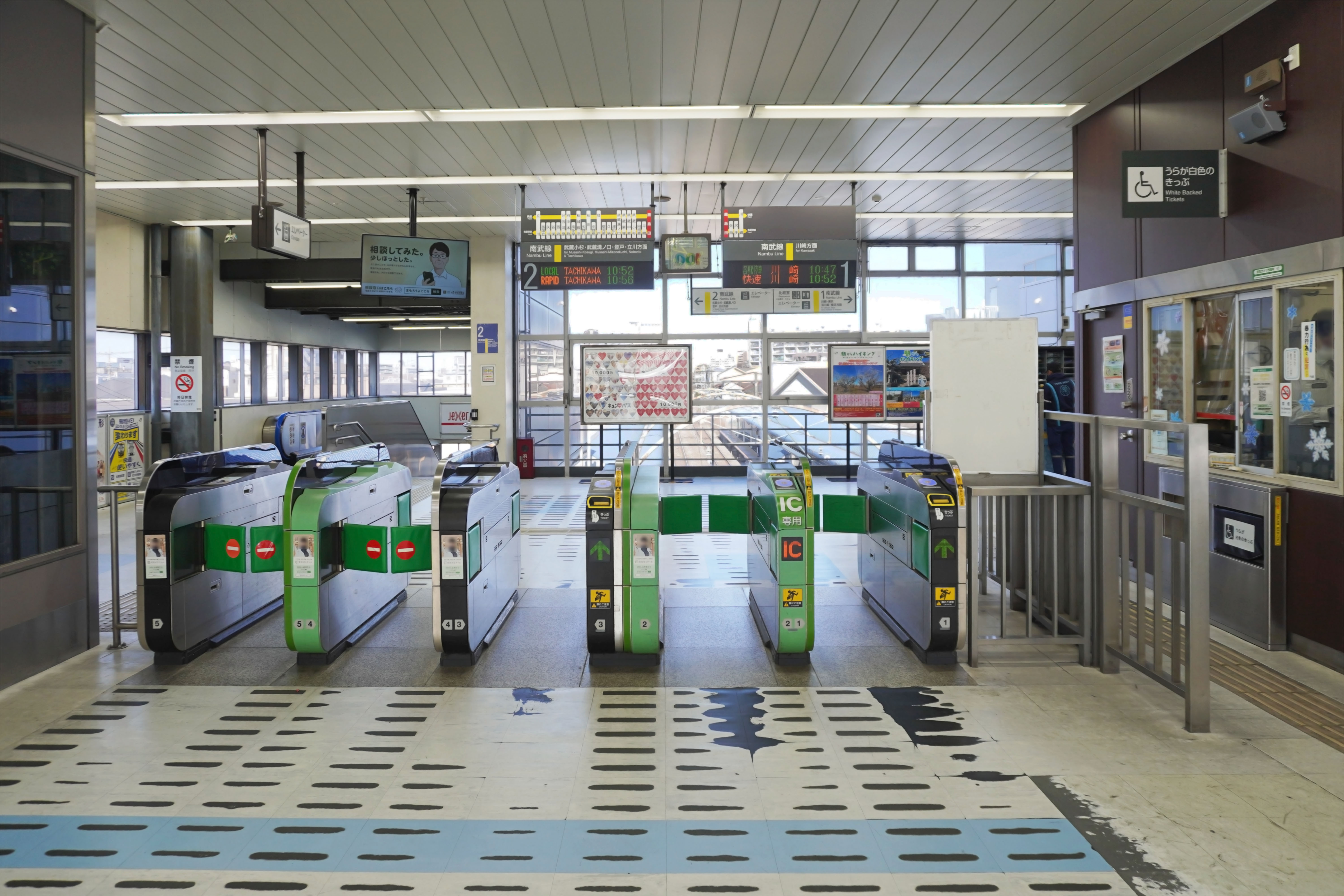
改札口（2024年2月）
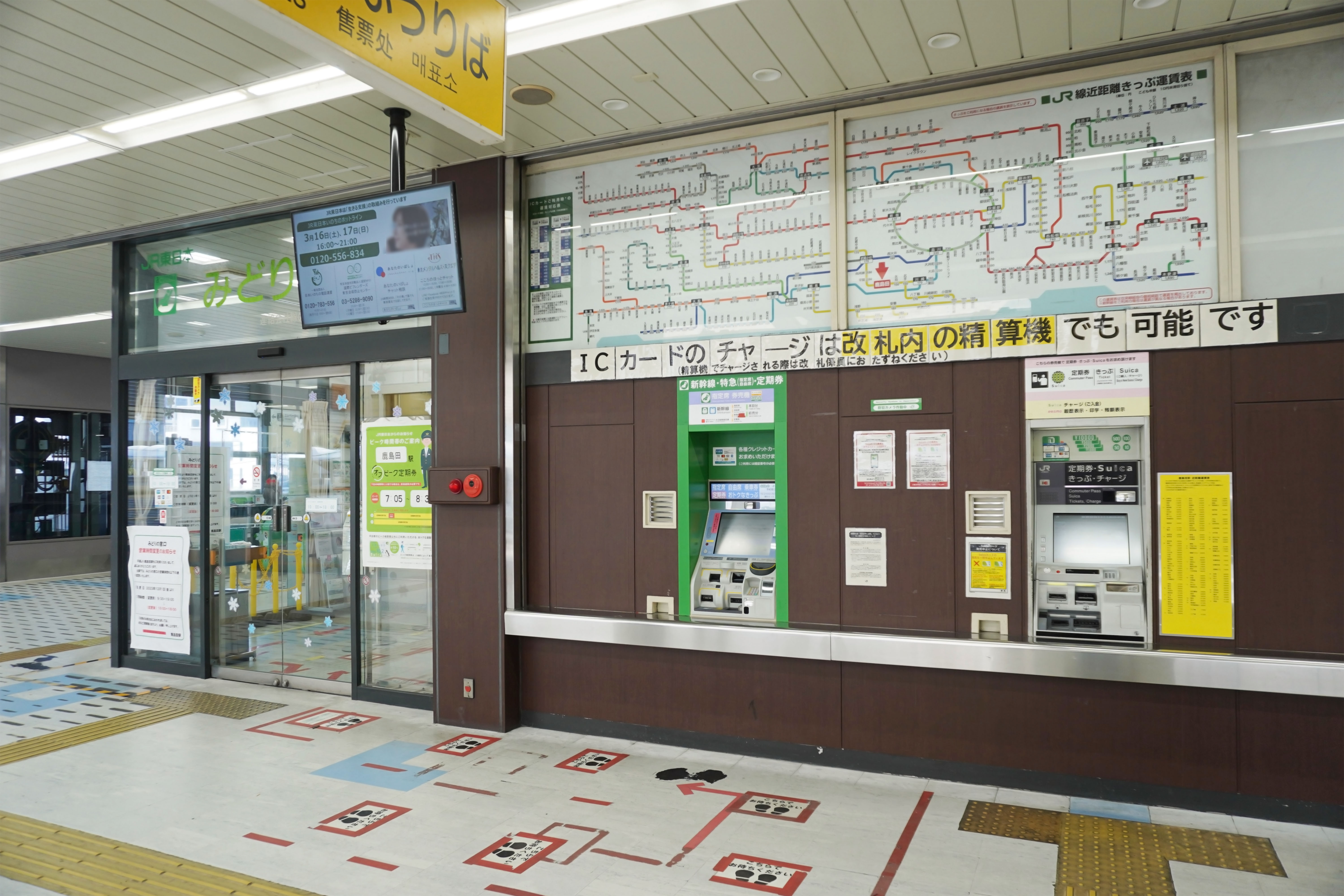
切符売り場（2024年2月）
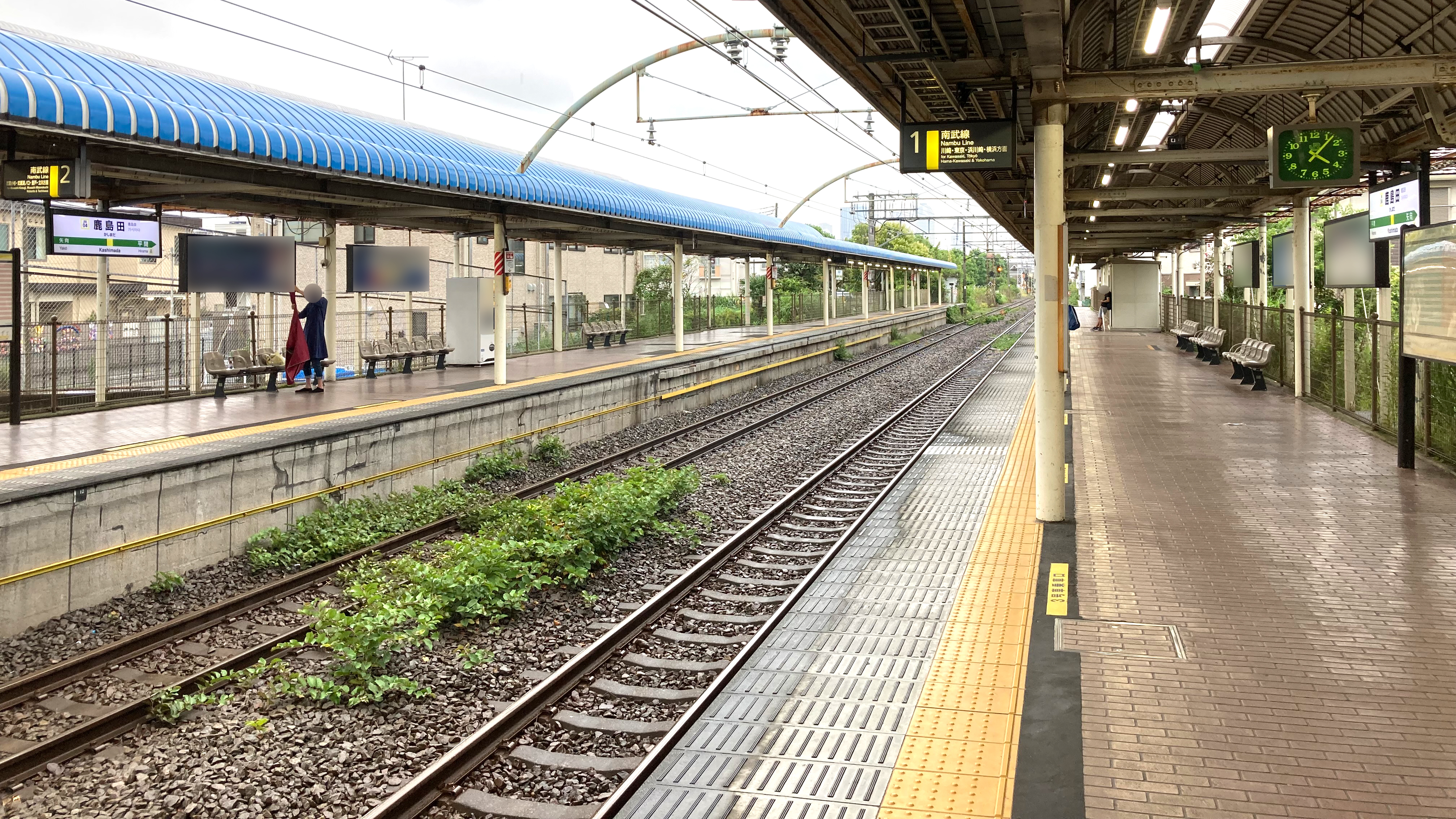
ホーム（2021年7月）

## 利用状況
2023年度（令和5年度）の1日平均乗車人員は16,226人である。2015年度（平成27年度）に快速通過駅の矢向駅を上回ったが、2020年度（令和2年度）に再度下回った。
1995年度（平成7年度）以降の推移は以下のとおりである。
| 年度               | 1日平均 乗車人員 | 出典       |
| ------------------ | ---------------- | ---------- |
| 1995年（平成07年） | 15,098           | [ 統計 2 ] |
| 1996年（平成08年） | 14,914           |            |
| 1997年（平成09年） | 14,136           |            |
| 1998年（平成10年） | 13,884           | [ * 1 ]    |
| 1999年（平成11年） | 14,209           | [ * 2 ]    |
| 2000年（平成12年） | 14,232           | [ * 2 ]    |
| 2001年（平成13年） | 14,517           | [ * 3 ]    |
| 2002年（平成14年） | 14,826           | [ * 4 ]    |
| 2003年（平成15年） | 15,182           | [ * 5 ]    |
| 2004年（平成16年） | 15,942           | [ * 6 ]    |
| 2005年（平成17年） | 16,417           | [ * 7 ]    |
| 2006年（平成18年） | 16,943           | [ * 8 ]    |
| 2007年（平成19年） | 17,639           | [ * 9 ]    |
| 2008年（平成20年） | 17,955           | [ * 10 ]   |
| 2009年（平成21年） | 17,527           | [ * 11 ]   |
| 2010年（平成22年） | 15,977           | [ * 12 ]   |
| 2011年（平成23年） | 16,438           | [ * 13 ]   |
| 2012年（平成24年） | 16,787           | [ * 14 ]   |
| 2013年（平成25年） | 17,483           | [ * 15 ]   |
| 2014年（平成26年） | 17,605           | [ * 16 ]   |
| 2015年（平成27年） | 18,370           | [ * 17 ]   |
| 2016年（平成28年） | 18,670           | [ * 18 ]   |
| 2017年（平成29年） | 19,245           |            |
| 2018年（平成30年） | 19,161           |            |
| 2019年（令和元年） | 19,557           |            |
| 2020年（令和02年） | 14,832           |            |
| 2021年（令和03年） | 14,392           |            |
| 2022年（令和04年） | 15,408           |            |
| 2023年（令和05年） | 16,226           |            |

## 駅周辺
駅舎のコンコースから、駅ビル「EKiST」（エキスト）の3階へ直接つながっている。
JR横須賀線新川崎駅が西側へ500 m程に立地しているが、制度上の乗換駅には指定されていない。2010年3月13日以降は同日に横須賀線用ホームが開業した武蔵小杉駅が南武線との乗換駅に指定されている。
駅舎から駅前再開発ビル（サウザンドモール）までペデストリアンデッキが通じている。また、2016年に西側にあるパークタワー新川崎、新川崎スクエアを経由して新川崎駅手前まで接続するデッキが完成した。
西側（鹿島田・新川崎・小倉側）
- 新川崎三井ビルディング
- パークシティ新川崎
  - パークシティ新川崎内郵便局
- 新川崎スクエア
  - りそな銀行新川崎支店
- 川崎鹿島田郵便局
- 新川崎駅（西側へ約500 m）
- K2タウンキャンパス（新川崎タウンキャンパス）

東側（塚越・平間・古市場側）
- ルリエ新川崎
- 横浜銀行鹿島田支店
- 幸警察署鹿島田駅前交番
- 川崎古市場郵便局

## バス路線
| 運行事業者       | 系統・行先 | 備考                     |
| 鹿島田駅前       | 鹿島田駅前 | 鹿島田駅前               |
| ---------------- | --- | ------------------------ |
| 川崎鶴見臨港バス | 川60：元住吉 / 川崎駅西口 | 日中のみ運行             |
| 鹿島田駅入口     | |                          |
| 川崎鶴見臨港バス | 川60：元住吉 / 川崎駅西口 | 元住吉行きは日中のみ運行 |
| 鹿島田           | |                          |
| 東急バス         | - 川31：高津駅 / 川崎駅ラゾーナ広場 - 川32：高津駅・小杉駅東口/川崎駅ラゾーナ広場 - 川33：市民ミュージアム / 川崎駅ラゾーナ広場 |                          |

## 隣の駅
東日本旅客鉄道（JR東日本）
 南武線
■快速
川崎駅 (JN 01) - 鹿島田駅 (JN 04) - 武蔵小杉駅 (JN 07)
■各駅停車 
矢向駅 (JN 03) - 鹿島田駅 (JN 04) - 平間駅 (JN 05)

### 記事本文
1. 1 2 3  “南武線鹿島田駅 あすから橋上化”. 交通新聞 (交通新聞社):  p. 1. (1989年3月28日)
2. 1 2 3 4 5  曽根悟（監修） 著、朝日新聞出版分冊百科編集部 編『週刊 歴史でめぐる鉄道全路線 国鉄・JR』 38号 青梅線・鶴見線・南武線・五日市線、朝日新聞出版〈週刊朝日百科〉、2010年4月11日、20-21頁。
3. 1 2 3 4 5 6 7  石野哲 編『停車場変遷大事典 国鉄・JR編』 II（初版）、JTB、1998年10月1日、65頁。ISBN 978-4-533-02980-6。
4. ↑  「JR年表」『JR気動車客車編成表 '94年版』ジェー・アール・アール、1994年7月1日、186頁。ISBN 4-88283-115-5。
5. 1 2  「JR年表」『JR気動車客車編成表 '05年版』ジェー・アール・アール、2005年7月1日、183頁。ISBN 4-88283-126-0。
6. ↑  鉄道ファン　No.213 p.172
7. ↑  『2024年度のホームドア整備駅の追加について』（PDF）（プレスリリース）東日本旅客鉄道、2024年8月20日。オリジナルの2024年8月20日時点におけるアーカイブ。2024年8月20日閲覧。
8. ↑  多機能券売機設置マップ (PDF)
9. ↑  駅の情報（鹿島田駅）：JR東日本 (jreast.co.jp)
10. 1 2  “JR東日本：駅構内図・バリアフリー情報（鹿島田駅）”.   東日本旅客鉄道. 2024年6月11日閲覧。

### 利用状況
JR東日本の統計データ
1. ↑  川崎市統計書 - 川崎市
2. ↑  線区別駅別乗車人員（1日平均）の推移 (PDF)  - 19ページ

JR東日本の2000年度以降の乗車人員
1. ↑  各駅の乗車人員（2000年度） - JR東日本
2. ↑  各駅の乗車人員（2001年度） - JR東日本
3. ↑  各駅の乗車人員（2002年度） - JR東日本
4. ↑  各駅の乗車人員（2003年度） - JR東日本
5. ↑  各駅の乗車人員（2004年度） - JR東日本
6. ↑  各駅の乗車人員（2005年度） - JR東日本
7. ↑  各駅の乗車人員（2006年度） - JR東日本
8. ↑  各駅の乗車人員（2007年度） - JR東日本
9. ↑  各駅の乗車人員（2008年度） - JR東日本
10. ↑  各駅の乗車人員（2009年度） - JR東日本
11. ↑  各駅の乗車人員（2010年度） - JR東日本
12. ↑  各駅の乗車人員（2011年度） - JR東日本
13. ↑  各駅の乗車人員（2012年度） - JR東日本
14. ↑  各駅の乗車人員（2013年度） - JR東日本
15. ↑  各駅の乗車人員（2014年度） - JR東日本
16. ↑  各駅の乗車人員（2015年度） - JR東日本
17. ↑  各駅の乗車人員（2016年度） - JR東日本
18. ↑  各駅の乗車人員（2017年度） - JR東日本
19. ↑  各駅の乗車人員（2018年度） - JR東日本
20. ↑  各駅の乗車人員（2019年度） - JR東日本
21. ↑  各駅の乗車人員（2020年度） - JR東日本
22. ↑  各駅の乗車人員（2021年度） - JR東日本
23. ↑  各駅の乗車人員（2022年度） - JR東日本
24. ↑  各駅の乗車人員（2023年度） - JR東日本

神奈川県県勢要覧
1. ↑  平成12年 - 221ページ
2. 1 2  平成13年 (PDF)  - 223ページ
3. ↑  平成14年 (PDF)  - 221ページ
4. ↑  平成15年 (PDF)  - 221ページ
5. ↑  平成16年 (PDF)  - 221ページ
6. ↑  平成17年 (PDF)  - 223ページ
7. ↑  平成18年 (PDF)  - 223ページ
8. ↑  平成19年 (PDF)  - 225ページ
9. ↑  平成20年 (PDF)  - 229ページ
10. ↑  平成21年 (PDF)  - 239ページ
11. ↑  平成22年 (PDF)  - 237ページ
12. ↑  平成23年 (PDF)  - 237ページ
13. ↑  平成24年 (PDF)  - 233ページ
14. ↑  平成25年 (PDF)  - 235ページ
15. ↑  平成26年 (PDF)  - 237ページ
16. ↑  平成27年 (PDF)  - 237ページ
17. ↑  平成28年 (PDF)  - 245ページ
18. ↑  平成29年 (PDF)  - 237ページ